# Júlio César da Silva e Souza
Júlio César da Silva e Souza (Itaguaí, Rio de Janeiro, 1980. február 26.) brazil labdarúgó, 2009 óta a török Gaziantepspor játékosa.

## Pályafutása
Pályafutását a brazil Fluminense csapatánál kezdte, majd 2002-ben a moszkvai Lokomotivhoz került. Két szezont játszott Portugáliában, majd 2005-től 2008-ig a görög AÉK középpályása volt. 2008-9-ben a román FC Rapid Bucureşti színeiben lépett pályára. 2009 óta a török Gaziantepspornál játszik, a csapattal 2011-ig van szerződése.